# 高雄市主要道路列表

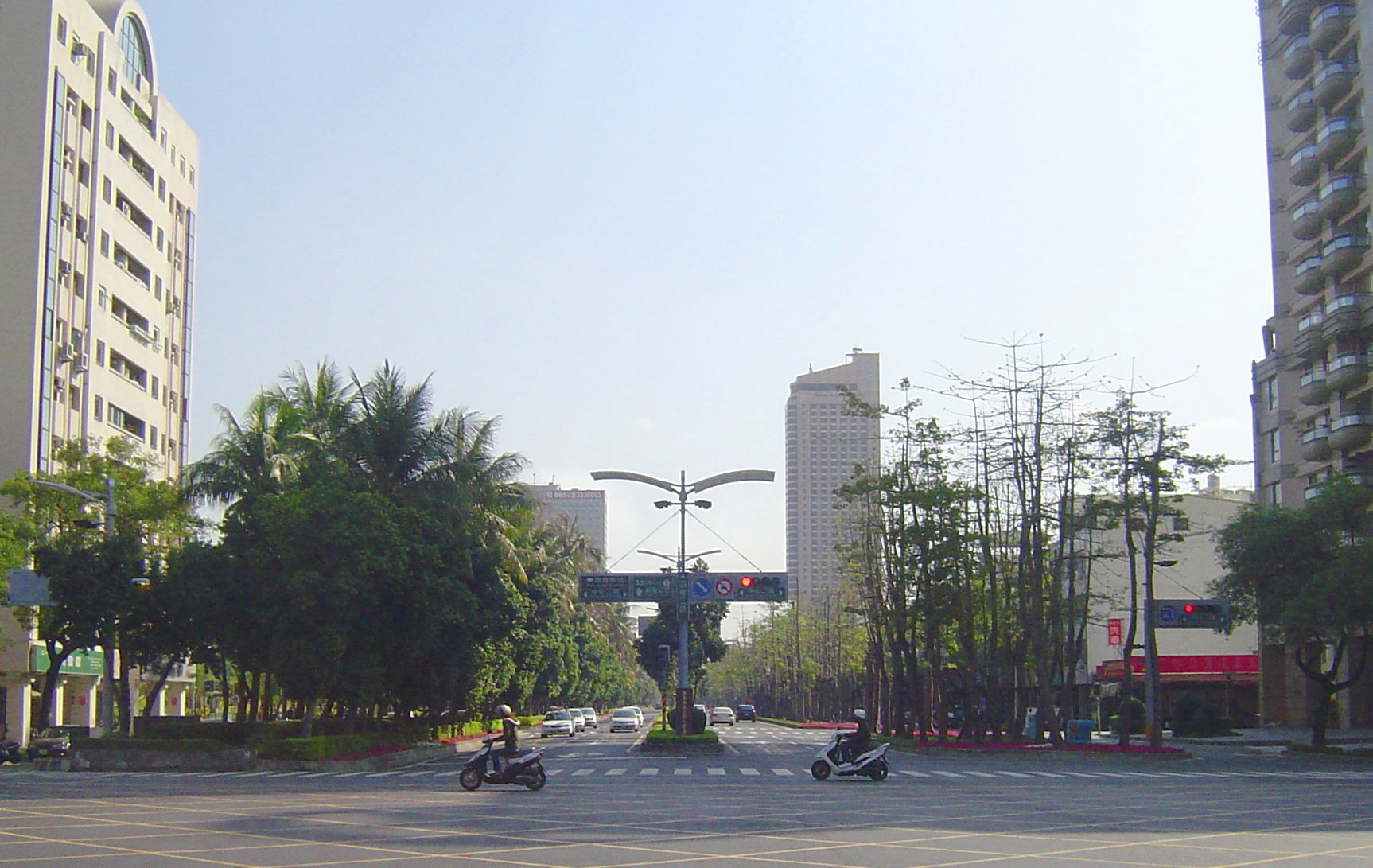
四維三路一景。

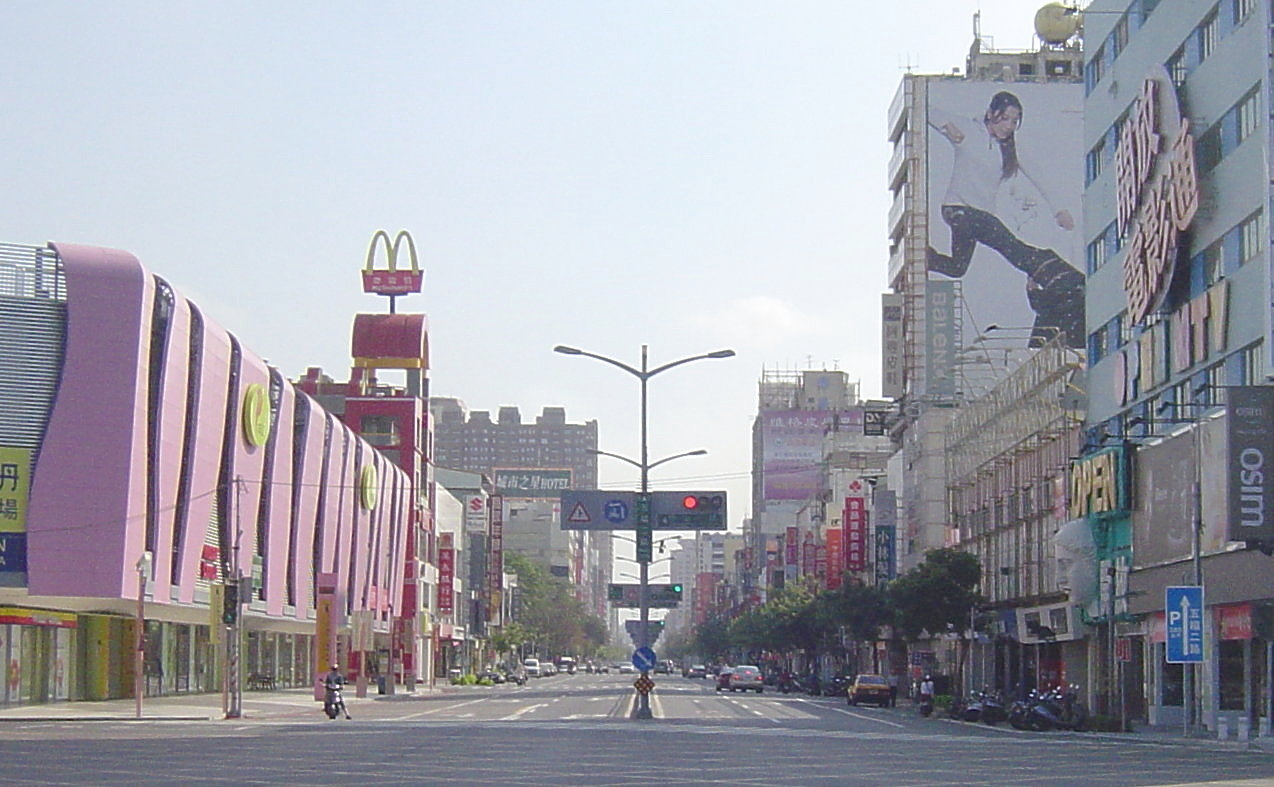
五福二路一景。

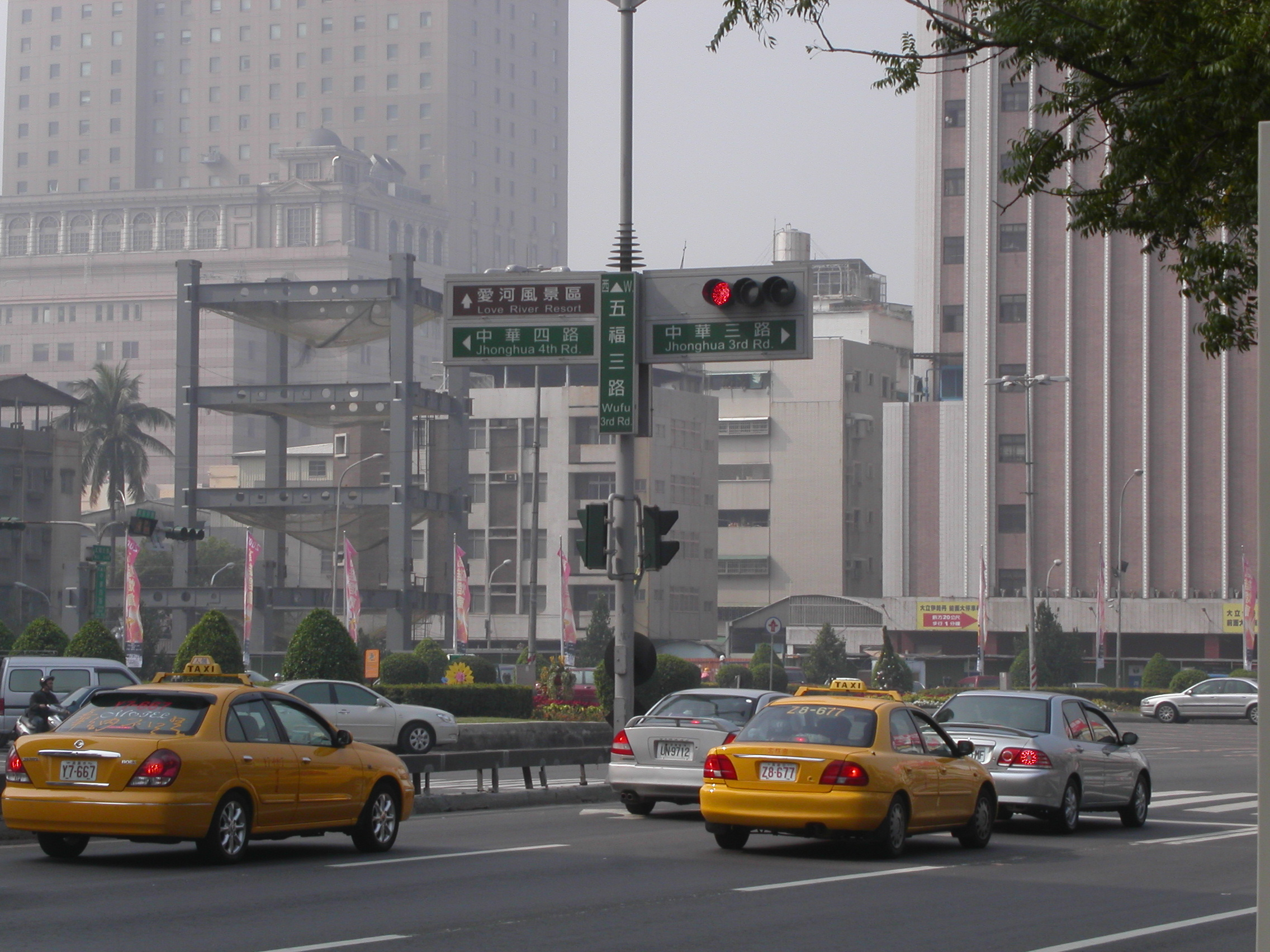
五福三路一景。

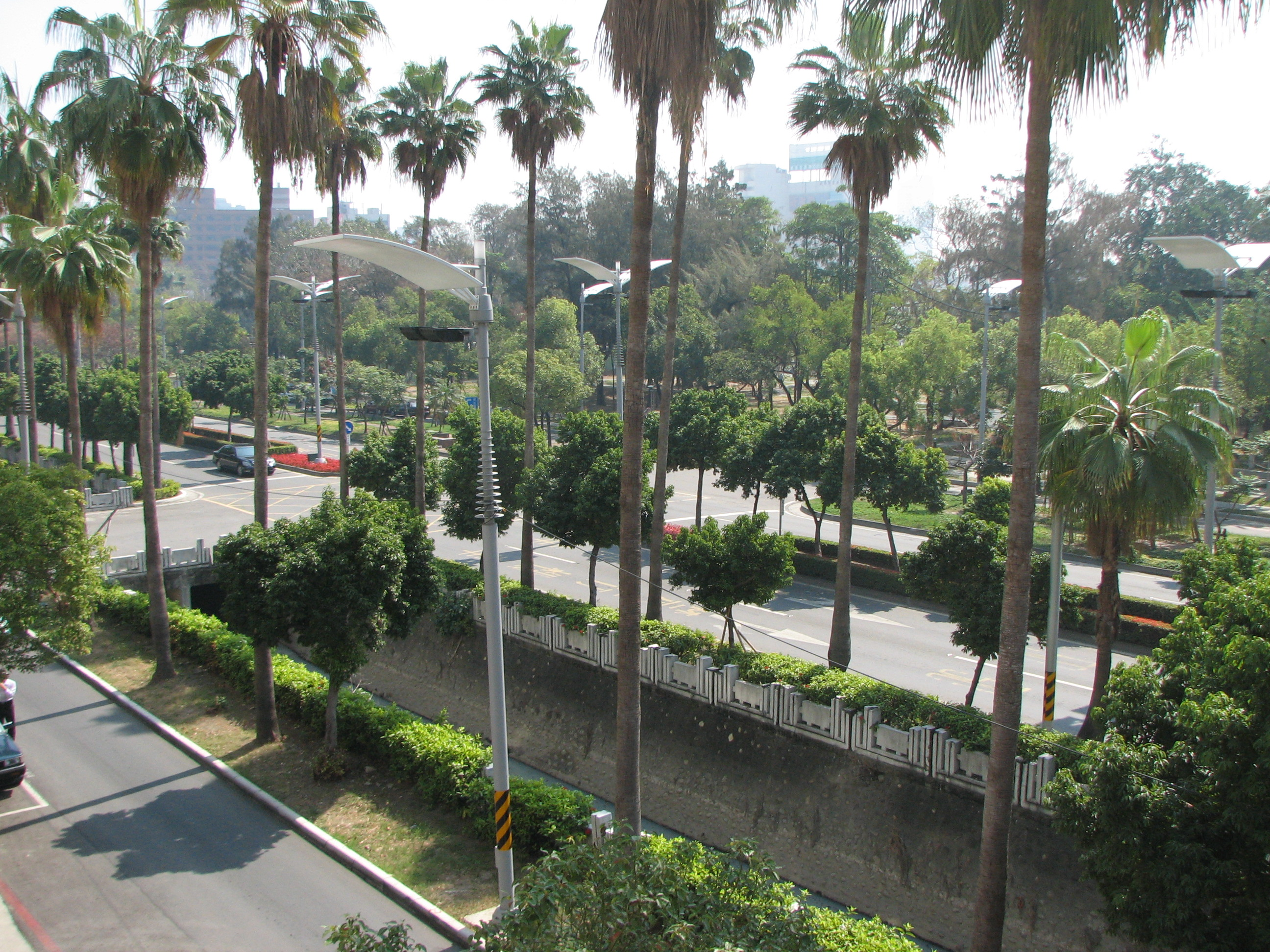
民生路一景。

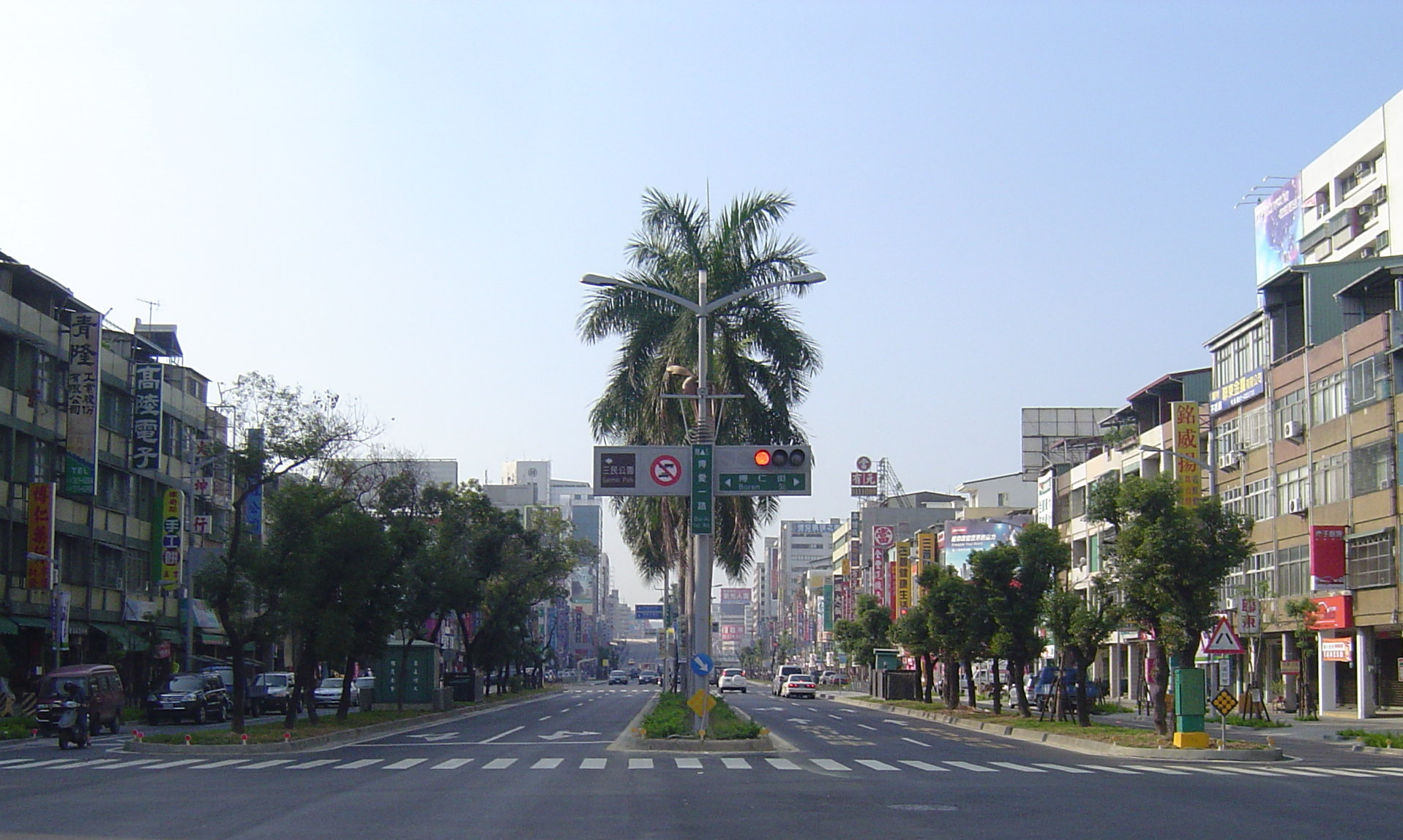
博愛一路一景。

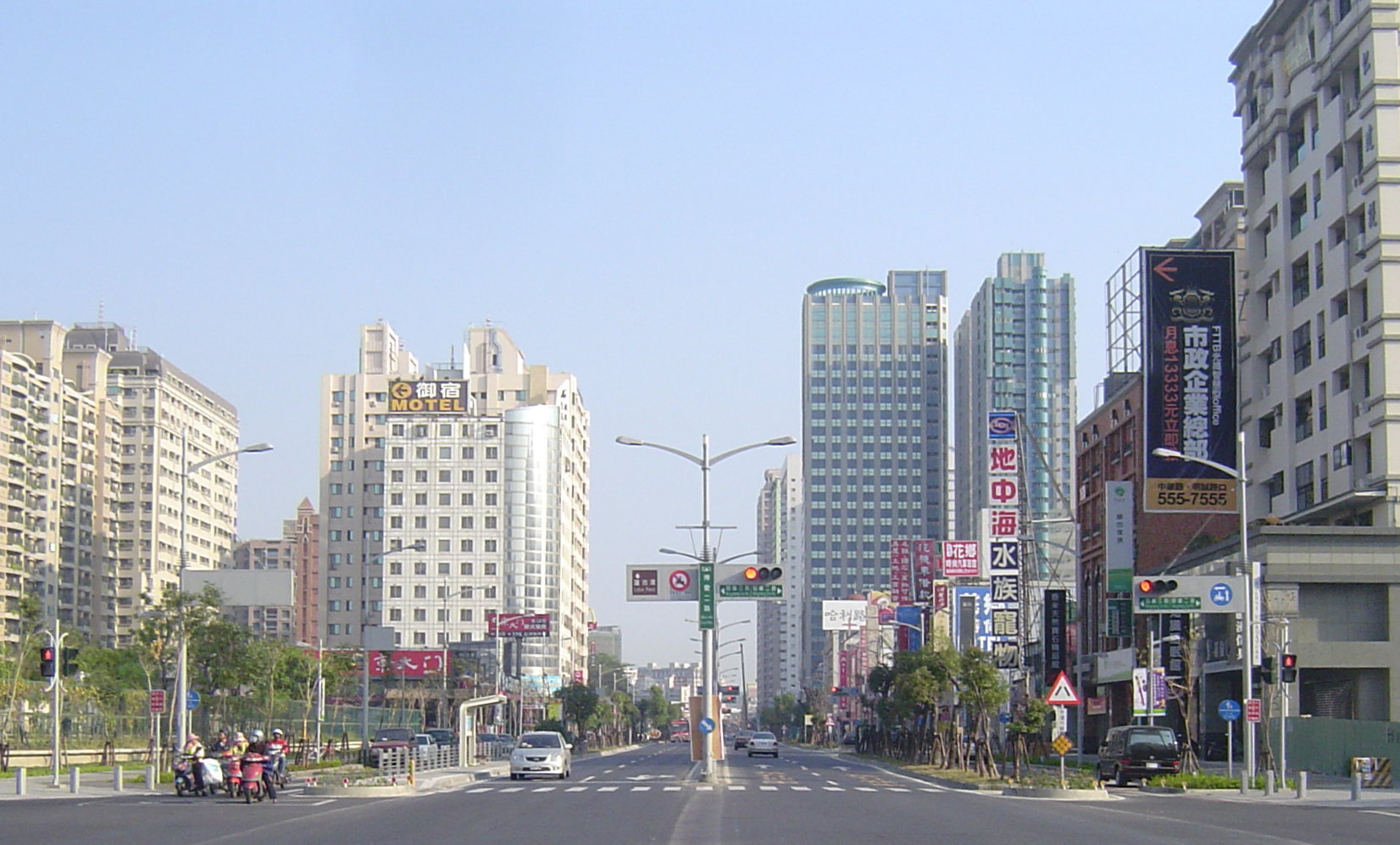
博愛二路

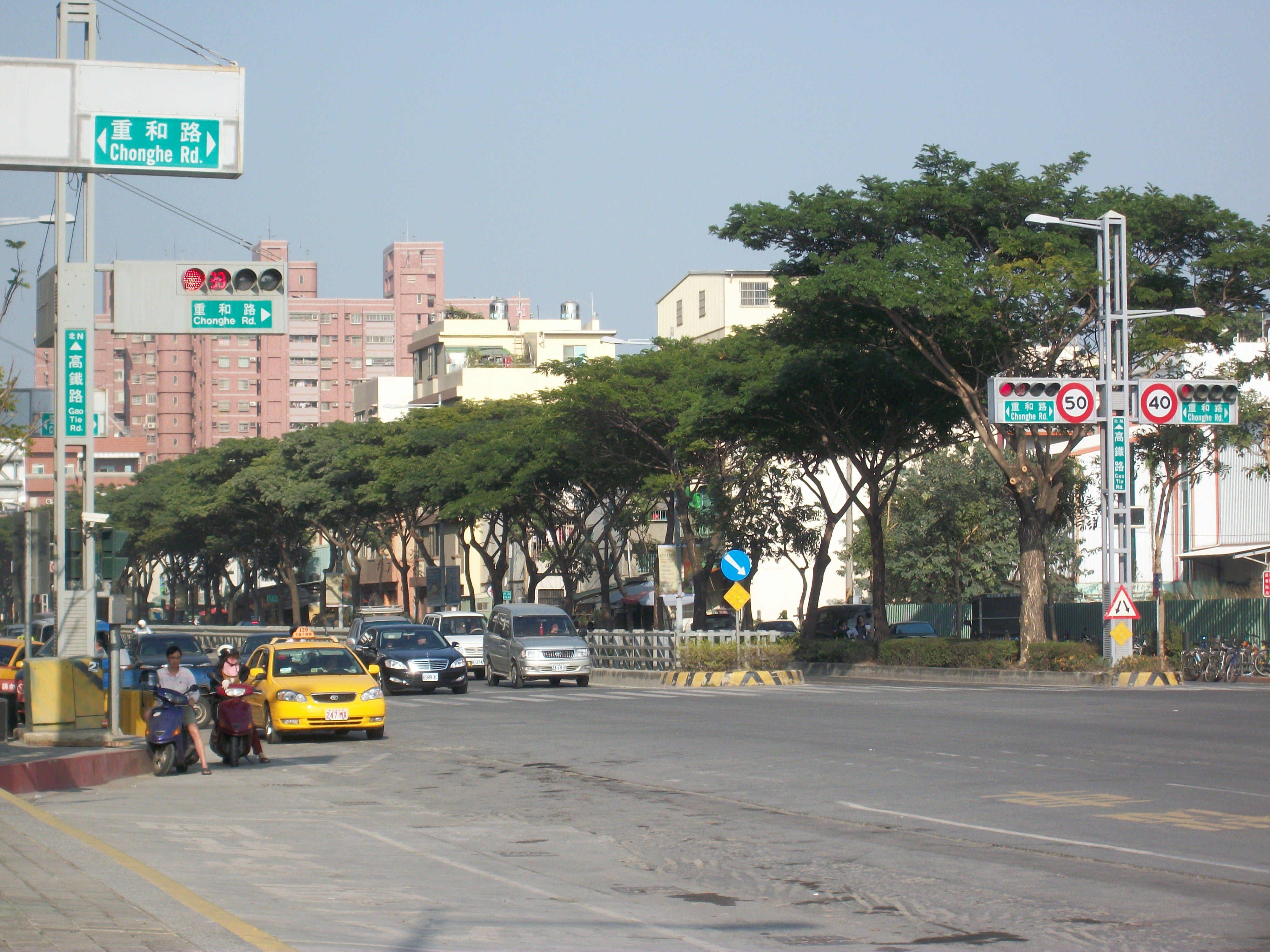
高鐵路

高雄市主要道路列表列出高雄市主要的街道名稱以及命名方式。

## 命名原則

### 原則
依據1945年11月17日公布之「台灣省各縣市街道名稱改正辦法」所規定，各縣市在擬定街道名稱必須能夠發揚中華文化，民族精神或符合當地地理，習慣等意義，再根據相關的文獻資料綜合整理，可以推知高雄市內南北向若干主要幹道命名的典故由來。

### 分段

高雄道路路牌格式範例

如果道路太長，門牌號碼編排不方便，因此便會有「路名分段」。縣市合併前原高雄縣部分行政區之道路雖有明確分段，但是根據《高雄市道路名牌及門牌編釘自治條例 （页面存档备份，存于）》，高雄市區（縣市合併前原高雄市行政區）的路名並無分段之設計，較長的道路是以相同命名加上數字序或方位來串起整條路，成為「某某X路」，雖有分段效果、「類似」分段但實際不是（為方便介紹，各道路條目內容仍以「分段」描述）。與台北市、台中市、台南市等地區使用的「某某路X段」有很大的不同，成為一大特色。同名道路以數字序串連最多的為中華路，一共有一路至五路。而以方位相連者如前鎮區、小港區的「翠亨北路」、「翠亨南路」。

### 數字路名
南高雄市區的主要道路當中，有十條較好記的馬路，以高雄地理區域從南到北，以一至十的數字依序命名，一心路開始到十全路，別有一番趣味。
而後也被當地人用為代指年齡，一條路以十歲為單位，依此類推。該十條道路之名稱，曾有新聞媒體謂：由張浵等時任高市工程隊之職員命名；然據黃碧端指出：其實乃由林金枝所命名。經查〈試釋高雄市一至十路名資料〉一文所述，確於：民國三十四年（1945年），十一月時任市長連謀先生率杜珠先生（民政科科長）、林金枝（民政科科員）等數人蒞高接篆視事，而行命名。
1. 一心路
  - 語出自《書經‧泰誓》記載：「予有臣三千，惟一心。」、《管子‧法禁》：「武王有臣三千而一心」。取「萬眾一心」之意。周武王朝臣雖然多達數千名，但是都能團結一條心，所以國家必然昌盛。
2. 二聖路
  - 最流行的說法是「二聖」是「文武二聖」，指孔子和關公兩位聖人。孔子被後世尊稱為至聖先師，稱「文聖」，孔廟又稱為文廟。關公被尊為關聖帝君，稱「武聖」，關公廟又稱為武廟。
  - 亦有人說「二聖」是指孔孟，「至聖」孔子和「亞聖」孟子兩位聖人。
  - 亦有人說「二聖」是指周文王、周武王兩位天子。典出於《漢書‧韋賢傳》:「成王成二聖之業，制禮作樂，功德茂盛。」
3. 三多路
  - 語出自《莊子‧天地》：「使聖人富，使聖人壽，使聖人多男子」。
4. 四維路
  - 即禮、義、廉、恥等四個綱紀。語出自《管子‧牧民》：「國有四維：一曰禮，二曰義，三曰廉，四曰恥。」又曰：「四維不張，國乃滅亡。」。「維」本義為車蓬的繩子，此處將「維」引申做綱（註：高雄市政府即位於四維三路2號）。
5. 五福路
  - 出自（《書經‧洪範》）：「五福：一曰壽，二曰富，三曰康寧，四曰攸好德，五曰考終命。」
6. 六合路
  - 語出自《莊子‧齊物》「六合之外，聖人存而不論：六合之內，聖人論而不議。」天、地、東、西、南、北，謂之六合，即整個宇宙之意。
7. 七賢路
  - 「竹林七賢」是魏晉的嵇康、阮籍、山濤、向秀、劉伶、阮咸、王戎七位名士，游於竹林，詩文酬唱，友誼篤厚。
8. 八德路
  - 「八德」是指傳統的八個道德：忠、孝、仁、愛、信、義、和、平。
9. 九如路
  - 語出自 《詩經‧小雅‧天保》：「如山如阜，如岡如陵，如川之方至，以莫不增，如月之恒，如日之升，如南山之壽，不騫不崩，如松柏之茂，無不爾或承。」
10. 十全路
  - 語出自《周禮》：「十全為上，十失一次之。」是「十全十美」的意思。

### 本地地名
以本地名稱命名，一共分為兩種方式：
1. 直接取用當地舊聚落為名或是行政區來命名。
  - 行政區命名
    1. 楠梓路
    2. 左營大路
    3. 鼓山路
    4. 三民街
    5. 鹽埕街
    6. 苓雅路
    7. 前金街
    8. 新興路
    9. 前鎮街
    10. 旗津路
    11. 小港路
    12. 林園南路、林園北路
    13. 岡山路
    14. 橋頭路
    15. 梓官路
    16. 永安路
    17. 茄萣路
    18. 大社路
    19. 田寮路
    20. 大寮路
    21. 茂林林道
    22. 鳥松路

  - 舊聚落命名
    1. 新庄仔路（左營區新庄仔）
    2. 鼎金後路（三民區覆鼎金）
    3. 土庫路（楠梓區土庫）
    4. 右昌街（楠梓區右昌）
    5. 援中路（楠梓區援中港）
    6. 內惟路（鼓山區內惟）
    7. 新甲路（鳳山區新甲）
    8. 老爺一街、老爺四街（鳳山區七老爺）
    9. 過埤路（鳳山區過埤）
    10. 五甲路（鳳山區五甲）
    11. 草衙路（前鎮區草衙）
    12. 籬仔內路（前鎮區離仔內）
    13. 二苓路（小港區二苓）
    14. 大舍東路、大舍西路、大舍南路、大舍北路（梓官區大舍甲）
    15. 赤崁東路、赤崁西路、赤崁南路、赤崁北路（梓官區赤崁）
    16. 仕隆路（橋頭區仕隆）
    17. 白樹路（橋頭區白樹子）
    18. 德松路（橋頭區德松）
    19. 甲圍路（橋頭區九甲圍）
    20. 芋寮路（橋頭區芋寮）
    21. 中崎路（橋頭區中崎）
    22. 扇平林道（茂林區扇平）
    23. 白米路(岡山區白米里)
2. 使用兩個地方的地名或路名，各取一個字。
  - 左楠路（左營區－楠梓區）
  - 旗楠路（旗山區－楠梓區）
  - 旗甲路（旗山區－甲仙區）
  - 旗屏路（旗山區－屏東縣）
  - 鳳楠路（鳳山區－楠梓區）
  - 鳳松路（鳳山區－鳥松區 鳳山區段）
  - 鳳仁路（仁武區）（鳳山區－仁武區 仁武區段）
  - 鳳仁路（鳳山區）（鳳山區－鳥松區仁美 鳳山區段）
  - 美山路（鳥松區仁美－鳳山區 鳥松區段）
  - 鳳林路（鳳山區－林園區）
  - 鳳屏路（鳳山區－屏東縣屏東市）
  - 鳳頂路（鳳山市區－鳳山區頂庄）
  - 後昌路 (楠梓區後勁－楠梓區右昌）
  - 橋燕路(橋頭-燕巢)

### 使用中國名稱的地名
- 三民區
  - 北安街：源自黑龍江省北安市
  - 北平街：源自北平市
  - 唐山街：源自河北省唐山市
  - 歸綏街：源自綏遠省歸綏市
  - 綏遠街：源自綏遠省
  - 宣化街：源自察哈爾省宣化縣
  - 萬全街：源自察哈爾省萬全縣
  - 察哈爾街：源自察哈爾省
  - 遼北街：源自遼北省
  - 漢中街：源自陝西省漢中
  - 敦化街：源自吉林省敦化縣
  - 四平街：源自遼北省四平市
  - 永吉街：源自吉林省永吉縣　
  - 熱河街：源自熱河省
  - 喜峰街：源自河北省喜峰口
  - 朝陽街：源自熱河省朝陽縣
  - 延慶街：源自察哈爾省延慶縣
  - 承德街：源自熱河省承德縣
  - 遼寧街：源自遼寧省
  - 錦州街：源自遼寧省錦州市
  - 台安街：源自遼寧省台安縣
  - 撫順街：源自遼寧省撫順縣
  - 旅順街：源自遼寧省旅順市
  - 通化街：源自安東省通化市
  - 康平街：源自遼北省康平縣
  - 開原街：源自遼北省開原縣
  - 安東街：源自安東省
  - 漢口街：源自漢口市
  - 興安街：源自興安省
  - 嫩江街：源自嫩江省
  - 哈爾濱街：源自哈爾濱市
  - 天津街：源自天津市
  - 重慶街：源自重慶市
  - 松江街：源自松江省
  - 大連街：源自大連市
  - 吉林街：源自吉林省
  - 合江街：源自合江省
  - 瀋陽街：源自瀋陽市
  - 龍江街：源自嫩江省龍江縣
  - 青島街：源自青島市
  - 山東街：源自山東省
  - 泰安街：源自山東省泰安縣
  - 昌平街：源自河北省昌平縣
  - 慶雲街：源自河北省慶雲縣
  - 堯山街：源自廣西省堯山
  - 寧夏街：源自寧夏省
  - 永年街：源自河北省永年縣
  - 延吉街：源自松江省延吉市
  - 潼關街：源自陝西省潼關縣
  - 西安街：源自西安市
  - 民和街：源自青海省民和縣
  - 寶興路：源自四川省寶興縣
  - 汾陽路：源自山西省汾陽縣
  - 敦煌路：源自甘肅省敦煌縣
  - 金陵街：源自南京市古稱金陵

- 苓雅區
  - 中東街：源自古河中以東地區
  - 武漢街：源自湖北省武漢
  - 漢陽街：源自湖北省漢陽縣
  - 武昌路：源自湖北省武昌市（亦經鳳山區）
  - 廣州街：源自廣州市 （亦經前鎮區）
  - 廣東街：源自廣東省（亦經前鎮區）
  - 宜昌街：源自湖北省宜昌縣
  - 金門街：源自福建省金門縣（亦經新興區）
  - 福建街：源自福建省（亦經新興區）
  - 惠安街：源自福建省惠安縣
  - 安溪路：源自福建省安溪縣
  - 廈門街：源自福建省廈門市
  - 泉州街：源自福建省泉州
  - 永康街：源自浙江省永康縣
  - 泰順街：源自浙江省泰順縣
  - 江都街：源自江蘇省江都縣
  - 文昌路：源自海南特別行政區文昌縣

- 新興區
  - 渤海街：源自渤海
  - 黃海街：源自黃海
  - 東海街：源自東海
  - 南海街：源自南海
  - 洛陽街：源自河南省洛陽縣
  - 開封路：源自河南省開封縣

- 前鎮區
  - 廣西路：源自廣西省
  - 溫江街：源自四川省溫江縣
  - 隆昌街：源自四川省隆昌縣
  - 衡陽街：源自湖南省衡陽市
  - 黃埔街：源自廣州市黃埔
  - 景德路：源自江西省景德鎮
  - 嘉陵街：源自嘉陵江
  - 汕頭街：源自廣東省汕頭市
  - 長江街：源自長江
  - 廉江街：源自廣東省廉江縣
  - 珠江街：源自珠江
  - 泰山街：源自泰山
  - 滇池街：源自滇池
  - 昆明街：源自雲南省昆明市
  - 衡山街：源自湖南省衡山縣
  - 梧州街：源自廣西省梧州
  - 天山路：源自天山
  - 桂林街：源自廣西省桂林市
  - 南寧街：源自廣西省南寧
  - 沱江街：源自沱江
  - 粵江街：源自珠江舊稱
  - 康定路：源自西康省康定縣
  - 同安路：源自福建省同安縣
  - 瑞安街：源自浙江省瑞安縣
  - 德昌路：源自四川省德昌縣
  - 翠亨路：源自中華民國國父 孫中山先生出生的家鄉「翠亨村」

- 小港區
  - 嘉興街：源自浙江省嘉興縣
  - 紹興街：源自浙江省紹興縣
  - 長興街：源自浙江省長興縣
  - 長泰街：源自福建省長泰縣
  - 永春街：源自福建省永春縣
  - 營口路：源自遼寧省營口市
  - 長春街：源自吉林省長春市
  - 桂陽路：源自湖南省桂陽縣
  - 華山路：源自華山
  - 岐山路：源自岐山
  - 丹山路：源自丹山
  - 桂江街：源自桂江

- 鼓山區
  - 新疆路：源自新疆省
  - 西藏街(圖博街)：源自西藏地方
  - 迪化街：源自新疆省迪化市
  - 青海路：源自青海省
  - 銀川街：源自寧夏省銀川市
  - 伊犁街：源自新疆省伊犁
  - 長安街：源自陝西省長安縣

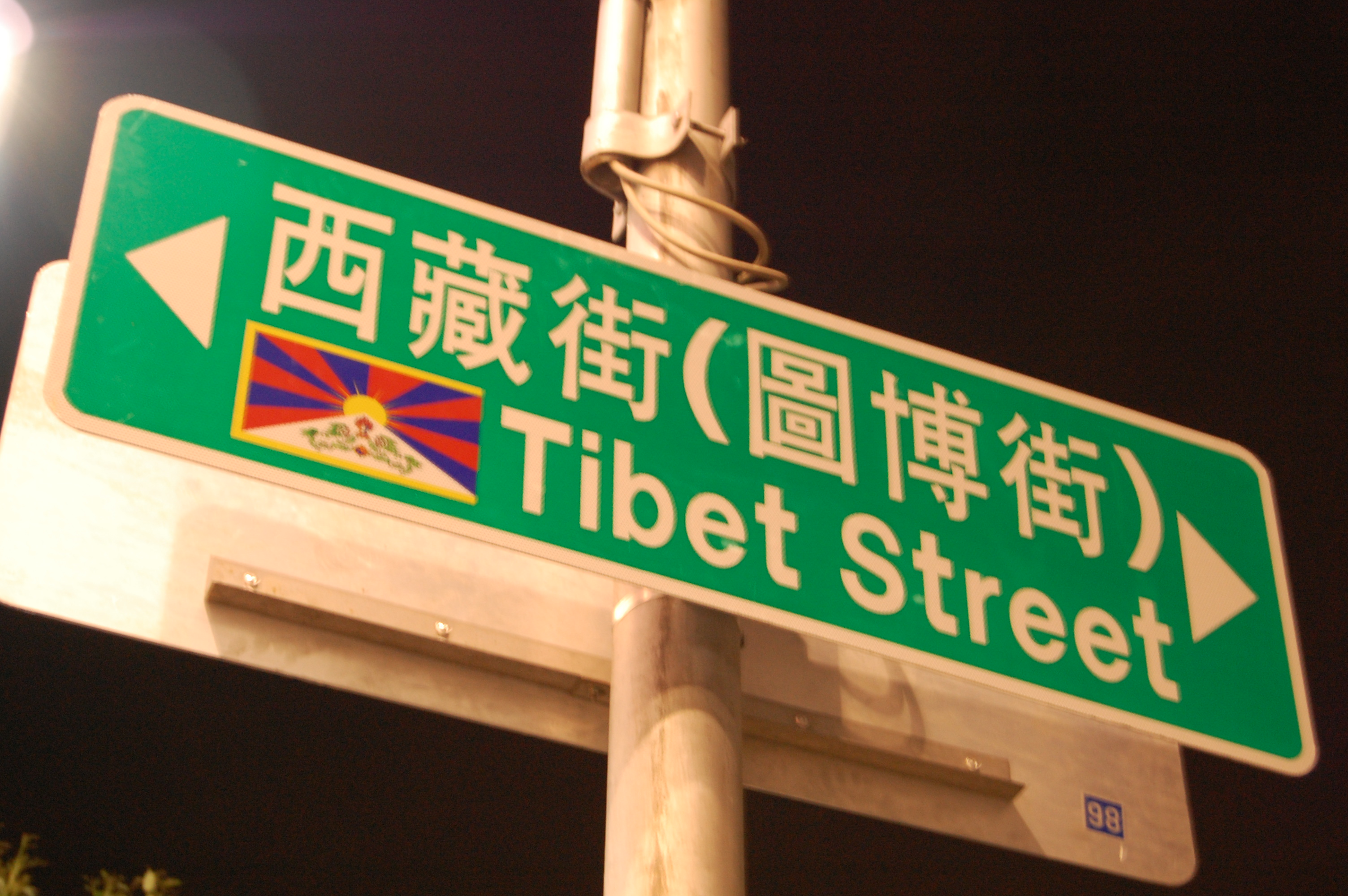
西藏街(圖博街)路標

  - 蘭州路：源自甘肅省蘭州市（後改名：美術東二路）
  - 成都路：源自四川省成都市（後改名：美術東五路）

- 左營區
  - 太原街：源自山西省太原市
  - 安吉街：源自浙江省安吉縣
  - 西陵街：源自湖北省西陵

- 鳳山區
  - 南京路：源自國都南京市
  - 北平路：源自北平市
  - 松江街：源自松江省
  - 南昌街：源自江西省南昌市
  - 杭州街：源自浙江省杭州市
  - 黃埔路：源自廣東省廣州市黃埔
  - 文昌街：源自海南特別行政區文昌縣
  - 武昌路：源自湖北省武昌市（亦經苓雅區）
  - 新泰街：源自山東省新泰市

- 楠梓區
  - 岳陽街：源自湖南省岳陽縣
  - 常德路：源自湖南省常德縣
  - 東寧路：源自黑龍江省東寧縣
  - 德惠路：源自吉林省德惠縣
  - 玉田街：源自河北省玉田縣
  - 新泰街：源自山東省新泰市

- 鳥松區
  - 金華街：源自浙江省金華縣
  - 奉化街：源自浙江省奉化縣
  - 溫州街：源自浙江省溫州

### 人物命名
- 中山路：紀念中華民國國父孫中山。
- 中正路：紀念中華民國第一至五任總統蔣中正。
- 介壽路：以《詩經》「以介眉壽」紀念中華民國前總統蔣介石壽誕。
- 林森路：紀念國民政府主席林森。
- 成功路、延平街：紀念延平郡王鄭成功。
- 銘傳路：紀念首任台灣巡撫劉銘傳。
- 逢甲路：紀念丘逢甲。
- 葆楨路：紀念欽差大臣沈葆楨。
- 吳鳳路：紀念吳鳳。
- 日昌路：紀念福建省巡撫丁日昌。
- 臥龍路、孔明街：紀念諸葛亮，字孔明，號臥龍。
- 皓東路：紀念革命烈士陸皓東。
- 黃興路、克強路：紀念革命烈士黃興；黃興，字克強。
- 教仁路：紀念革命烈士宋教仁。
- 漢民路：紀念革命烈士胡漢民。
- 其美街：紀念革命烈士陳其美。
- 士良街：紀念革命烈士鄭士良。
- 堅如路：紀念革命烈士史堅如。
- 春陽街：紀念革命烈士吳春陽。
- 昭良街：紀念黃花崗七十二烈士徐昭良。
- 德山街：紀念黃花崗七十二烈士阮德山。
- 應安街：紀念黃花崗七十二烈士徐應安。
- 秋元街：紀念黃花崗七十二烈士卓秋元。
- 更新街：紀念黃花崗七十二烈士陳更新。
- 保生街：紀念黃花崗七十二烈士徐保生。
- 禮明路：紀念黃花崗七十二烈士徐禮明。
- 應昇路：紀念黃花崗七十二烈士胡應昇。
- 覺民路：紀念黃花崗七十二烈士林覺民。
- 修明街：紀念黃花崗七十二烈士林修明。
- 日全街：紀念黃花崗七十二烈士曾日全。
- 神農路：紀念神農氏。
- 至聖路：紀念至聖先師孔子。
- 曾子路：紀念曾子。
- 孟子路：紀念孟子。
- 子華路：紀念公西赤，字子華。
- 鄭和路：紀念鄭和。
- 大禹街：紀念大禹。
- 天祥路：紀念文天祥。
- 少康街：紀念少康。
- 管仲路：紀念管仲。
- 班超路：紀念班超。
- 田單街：紀念田單。
- 安石街：紀念王安石。
- 繼光街：紀念戚繼光。
- 有光路：紀念歸有光。
- 淵明街：紀念陶淵明。
- 宗元街：紀念柳宗元。
- 自忠街：紀念抗日名將張自忠。
- 晉元街：紀念抗日名將謝晉元。
- 恆豐街（今鐵道三街）：紀念剿共名將史恆豐。
- 王生明路：紀念剿共名將王生明。
- 曹公路、曹謹路：紀念鳳山縣知縣曹謹[5]。
- 陽明路：紀念明清理學大師王守仁先生。(號陽明先生)。

### 古文或訓示
- 民生路、民權路、民族路、大同路、中華路、自由路、五權路、平等路、博愛路、力行路、自立路、自強路、莊敬路、莒光街
- 忠孝路、仁愛街、仁愛路、和平路、復興路、光華路、光華路（鳳山區）、建國路、建國路（鳳山區）

### 辦理國際賽事
- 世運大道

### 祝福願景
- 大順路、成功路、大昌路、大豐路、明誠路、凱旋路、青年路、保泰路、富國路、富民路、新富路、國泰路、光遠路、德民路（此兩條路是通往楠梓科技產業園區）、裕誠路、榮祐路（高雄榮總附近）、創意路(是高雄市第二條以「南北」為名的路段，在楠梓科技產業園區旁，將第一園區與第二園區以資區別。不過由於貨物通關頻繁，在其出入口皆設有檢查哨。)

### 採用古地名
- 後勁路、右昌路、籬仔內路
- 瀨南街：源自清治時期鳳山縣打鼓港口北區的瀨南鹽埕[6]

### 自然景觀
- 沿海路、海邊路。
- 柴山大道：通往柴山。
- 蓮潭路：蓮池潭旁。
- 河東路、河西路：位於愛河東西兩側。[7]
- 河北路、河南路：位於幸福川南北兩側。
- 溪濱路、溪濱一街：位於鳳山溪旁。
- 澄清路、大埤路：通往澄清湖（原名大埤湖）。
- 山頂路：位於大寮區，通往山頂公園。
- 三桃巷：位於旗山區，通往三桃山森林遊樂區（原名「秋涼山」）。

### 機關學校建築
- 高雄大學路：通往國立高雄大學。
- 空中大學街：高雄市立空中大學側。
- 高鐵路：通往高鐵左營站。
- 高鐵總廠路：通往台灣高鐵燕巢總機廠。
- 站前一路、站前北路 、站前南路、站前路：台鐵新左營車站前
- 美術館路：高雄市立美術館前。
- 府北路：高雄市政府北側前（現為高雄市立歷史博物館）。
- 大榮街：大榮中學前。
- 府前路：高雄縣政府前（現為高雄市政府鳳山行政中心）。
- 議會路：高雄市議會附近，連接國泰路二段。
- 蓬萊路：高雄港蓬萊倉庫前（現為駁二藝術特區蓬萊倉庫）。
- 建工路：高雄高工旁。
- 光武路：高雄市光武國小 （页面存档备份，存于）前。
- 陽明路：高雄市立陽明國民中學 （页面存档备份，存于）旁。
- 軍校路：中華民國海軍軍官學校前。
- 黃埔路：黃埔新村旁。
- 維武路：中華民國陸軍軍官學校（黃埔軍校）旁。
- 武營路：中華民國陸軍衛武營新兵訓練中心旁（現為衛武營都會公園）。
- 海專路：高雄海事專科學校前（現改制為國立高雄科技大學楠梓校區）。
- 鎮中路：高雄市立前鎮高級中學前。
- 學府路：高雄市立小港高級中學前。
- 進學路(大寮)：通往高雄市立大寮國民中學、輔英科技大學。
- 進學路(左營)：通往高雄市立左營高級中學。
- 進學路(梓官)：通往高雄市立國民小學 （页面存档备份，存于）。
- 中鋼路：中鋼旁。
- 輜汽路：鳳山汽車工業區內。
- 石化路：通往林園石化廠。
- 工業一路～工業二路、經建路（仁武區）：仁大工業區內。
- 工業一路～工業三路（林園區）：林園工業區內。
- 圓山路：高雄圓山大飯店前。
- 榮總路：高雄榮民總醫院旁。
- 南中街：高雄市立南隆國民中學前（美濃區）。
- 體育路：高雄市鳳山體育館前。
- 體育場路：中正體育場旁。
- 時代大道：通往夢時代。
- 義大路：義大醫院旁
- 義大二路：通往義大世界
- 翠華路：以翠華國宅而命名之。
- 飛機路:小港機場外圍 通往小港機場
- 站東路:位於高雄車站東側
- 站西路:位於高雄車站西側
- 英雄路:高雄國軍英雄館旁
- 鐵路街:鼓山車站前
- 鐵道一街～鐵道三街:鐵路地下化後 原路廊闢為綠園道 打通整併兩旁的巷子而成
- 球場路:通往高雄高爾夫俱樂部

### 原住民
- 馬卡道路：名字來自平埔族的馬卡道族。

## 高速公路
有國道一號（中山高速公路）、國道三號（福爾摩沙高速公路）、國道七號（高雄港東側聯外高速公路，未完工）與國道十號（高雄支線）穿越高雄。
- 國道一號
  - 路竹交流道
  - 高科交流道
  - 岡山交流道
  - 楠梓交流道
  - 鼎金系統交流道：與交匯。
  - 高雄交流道
  - 瑞隆路出口匝道
  - 五甲系統交流道：與交匯。
  - 五甲交流道
  - 高雄端：連接中山四路、漁港路及新生路，終點。

- 國道十號
  - 左營端：起點。
  - 鼎金系統交流道：與交匯。
  - 仁武交流道
  - 燕巢交流道
  - 燕巢系統交流道：與交匯。
  - 嶺口交流道
  - 旗山端：終點。

- 國道三號
  - 田寮交流道
  - 燕巢系統交流道：與交匯。

## 快速公路、快速道路
- 台88線
  - 五甲系統交流道：起點，與交匯。
  - 鳳山交流道
  - 大寮交流道
  - 大發交流道
- 高科聯絡道
- 高雄都會區快速道路

## 屬於省道系統之道路
高雄市有部分道路已經納入為省道系統之一部分，分述如下：
- 台1線：
經二層行橋至台南市仁德區←（湖內區）中山路二、一段－（路竹區）中山路—中山南路－岡山北路－岡山路－（岡山區）中山北、南路－岡山南路－成功北、南路—高楠公路－民族路－九如路－（鳳山區）建國路（三、二、一段）－大漢路－鳳屏路（一、二路）→經高屏大橋至屏東縣屏東市
- 台1戊線：
於民族九如路口接 台1線←民族二路－建國一路－中山西路－光遠路（與共線）－中山東路（部分與共線）－鳳屏一路→於鳳屏大漢路口接 台1線
- 台3線：
至台南市南化區←（內門區）嘉屏公路－（內門區）中正路－旗文路－（旗山區）延平一路（部分與共線）－（旗山區）中華路（部分與共線）－新旗尾橋－旗屏路→至屏東縣里港鄉
- 台17線：
經二仁溪橋至臺南市南區←

茄萣區：濱海路三、二、一段－民治路－正大路－東方路一段
湖內區：東方路－和平路
路竹區：大公路
永安區：保安路－維仁橋
彌陀區：鹽埕大路－中正東路－中正南路
梓官區：信義路－和平路－大舍北路－大舍南路
橋頭區：典昌路
楠梓區：德中路－興中橋－右昌街－後昌路－左楠路
左營區：翠華路
鼓山區、三民區、前金區：中華路
前金區：五福三路
前金區、苓雅區、前鎮區、小港區：中山路
小港區：沿海路
林園區：中門路－沿海路（四、三、二、一段）－石化二路
→經雙園大橋至屏東縣新園鄉
- 台17甲線：
經南萣橋至台南市南區←（茄萣區）白砂路－（茄萣區）中正路三段－（湖內區）中正路二段－（湖內區）信義路－（湖內區）湖中路－（湖內區）信義路－（湖內區）和平路→（湖內區）和平東方路口（終點，接 台17線、 台28線）
- 台19甲線：
經南雄橋至台南市關廟區←（阿蓮區）民族路－（阿蓮區）和平路－（阿蓮區）忠孝路（與共線）－（阿蓮區）中山路－（岡山區）田厝路－（岡山區）復安路－（岡山區）嘉峰路－（岡山區）嘉興路－（岡山區）成功路－岡山路－壽天路－仁壽路（部分與共線）－（岡山區）介壽西路－頂潭路－（岡山區）石潭路－梓官路－大舍東路－大舍西路－赤崁東路→終點，於赤崁北路、南路口接赤崁西路
- 台20線：
往西至台南市南化區←（甲仙區）中園路－（甲仙區）新興路（與共線）－甲仙大橋（與共線）－（甲仙區）文化路（部分與共線）－六龜區－桃源區→經大關山隧道後至台東縣海端鄉
- 台22線：
於楠梓陸橋接高楠公路－楠梓新路－旗楠路（部分與共線）－鳳旗路（與共線）－鳳東路（部分與共線）－橫山路－（燕巢區）大仁路－深興路－深中路－深水路－牧場路－統嶺路→（由里嶺大橋至屏東縣里港鄉）
- 台25線：
起點，（鳳山區）建國經武路口（接 台1線）－經武路（與共線）－光遠路（與共線）－中山東路（部分與共線）－仁愛路－鳳林路－（大寮區）鳳林四、三路－力行路－鳳林三、二、一路、四段－（林園區）鳳林路三、二、一段－終點，鳳林沿海路口（接 台17線）
- 台27線：
起點，（六龜區）南橫公路交叉路口後行裕農路（接 台20線）－新發公路→於茂林巷口轉大津橋至屏東縣高樹鄉
- 台27甲線：
起點，新發公路交叉路口（接）－六龜大橋－（六龜區）光復路－旗六公路－終點，新威大橋交叉路口與相接
- 台28線：
起點，（湖內區）東方和平路口（接 台17線、 台17甲線）－東方路－環球路－（阿蓮區）中正路－（阿蓮區）忠孝路（部分與共線）－（阿蓮區）仁愛路－（阿蓮區）中正路－峰山路－田寮交流道聯絡道路－西德路－月球路－古亭路－鹿埔路－旗亭巷－樂和街－中學路－（旗山區）中華路（與共線）－（旗山區）延平一路－旗山橋－（旗山區）延平二路－（美濃區）中興路（二、一段）－（美濃區）中華路－（六龜區）三民路－新威大橋-終點，交叉路口處
- 台29線（原台21線南段，達卡奴瓦以北至新中橫公路塔塔加尚未開通段已解編。）：
那瑪夏區大光巷岔路口（起點）－（甲仙區）忠義路－五里路－三民產業道路－（甲仙區）中興路－中和巷－（甲仙區）中正路－（甲仙區）文化路（與共線）－甲仙大橋（與共線）－（甲仙區）新興路（與共線）－中園路－（甲仙區）光華路－通仙巷－司馬路－（杉林區）清水路－月眉橋－旗甲路（四、三、二、一段）－（旗山區）延平一路（與共線）－（旗山區）中華路（部分與共線）－旗南（一、二、三）路－統嶺路－興田路－溪埔路－大坑路－（大樹區）中正路－（大樹區）中正一路－竹寮路－九大路－九和路－義和路－潮寮路－（大寮區）光華路－（大寮區）華中路－（大寮區）華中南路－會結路－（林園區）工業二路－終點於雙園大橋下交叉路口接 台17線
- 台39線（高鐵台南段橋下道路）：
經二仁溪橋至台南市歸仁區←（阿蓮區）－終點，中正路交叉路口（接 台28線）

## 屬於市道系統之道路
- 市道181號：
（杉林區）清水路交叉路口起點（接 台29線）－月光山隧道－（美濃區）美興街－（美濃區）泰安街－（美濃區）中正路一段－美中路－（美濃區）中正路二段－（美濃區）中興路（與共線）－（美濃區）復興街（二、一段）－（美濃區）復興路→（由高美大橋接屏東縣高樹鄉）
- 市道182號：
以西接台南市龍崎區←（內門區）南屏路－嘉屏公路交叉路口終點（接 台3線）
- 市道183號：
（楠梓區）楠梓旗楠交叉路口起點（接 台22線）－建楠路－鳳楠路－（楠梓仁武區界）鳳仁路－（鳥松區）中正路－鳳松路－經武路－（鳳山區）維新路－五甲路（一、二、三路）－（鳳山前鎮區界）於五甲媽祖港橋交叉路口終點與中山四路相接（接 台17線）
  -  市道183甲線：
（鳳山區）維新中山交叉路口起點（接 市道183號）－（鳳山區）中山路－王生明路－鳳頂路－（鳳山小港區界）鳳頂中安交叉路口終點
  -  市道183乙線：
（鳥松區）中正大埤交叉路口起點（接 市道183號）－大埤路－澄清路－（鳳山區）光復路交叉路口終點
- 市道186號：
（永安區）維新保安交叉路口起點（接 台17線）－（永安區）維新路－本洲路－（岡山區）前峰路－（岡山區）中華路－仁壽路（與共線）－（岡山區）介壽路－（岡山區）介壽東路－安招路－安北路－中民路－（燕巢區）中興路－角宿路－鳳東路（部分與共線）－鳳旗路（與共線）－旗楠路（部分與共線）－（大社區）中正路－（大社區）三民路－（仁武區）中正路－仁林路－和山路－興山路－（大樹區）中興西路－（大樹區）中興東路－（大樹區）中興中正交叉路口終點（接 台29線）
  -  市道186甲線：
（大社區）中正中山交叉路口起點（接 市道186號）－（大社區）中山路－（大社區）翠屏路－（大社區）學府路－（大樹區）學城路－三和路－（大樹區）山腳路－大坑路交叉路口終點
- 市道188號：
（鳳山區）南華五甲交叉路口起點（接 市道183號）－（鳳山區）南華路－ 台88線高架橋下道路（接五甲交流道）：（鳳山區）南華一路－過埤路－（大寮區）六和路－內坑路－大寮路→經萬大大橋後接屏東縣萬丹鄉

## 世運道路
為配合2009年的世界運動會在高雄市舉辦，有部分道路將整建為世運特別道路：

(僅是意義上的更改，於正式文件、門牌均仍是使用舊名)
- 中山路（新光路至高雄國際機場段）：國際迎賓大道
- 中山路（高雄車站至新光路段）：美麗島大道
- 博愛路（世運會主場館至高雄車站段）：博愛世運大道

## 外部連結
- 高雄市政府